# Nucleótido
Em biologia molecular e bioquímica, nucleotídeo(pt-BR) ou nucleótido (pt-PT?) é o bloco construtor dos ácidos nucleicos, o DNA (deoxyribonucleic ) e o RNA (ribonucleic), formado pela reação de esterificação entre o ácido fosfórico e os nucleosídeos; é derivado da base azotada/nitrogenada.
É considerado ser formado por três partes: o ácido fosfórico, um açúcar e, uma base azotada.

## Formação
É formado pela reação de esterificação entre o ácido fosfórico e os nucleosídeos, que entram na reação como o álcool, reagindo com a hidroxila na posição 3 ou 5. Assim, é derivado de bases azotadas, tendo como bloco a purina ou a pirimidina, em que um grupo ribosil, desoxirribosil ou, mais raramente, outros derivados de açúcares, se liga a um grupo amina da base azotada.
Os nucleótidos formam os ácidos nucleicos, o DNA e o RNA, que são polímeros dos nucleótidos. A ligação entre os nucleótidos do polímero é através do ácido fosfórico, ou seja, uma ligação diéster.

## Partes
Um nucleótido pode ser analiticamente considerado como tendo três partes: o ácido fosfórico, um açúcar (ribose, desoxirribose ou outros) e uma base azotada (principalmente citosina, adenina, guanina, timina ou uracila).

Elementos estruturais dos nucleótidos.

## Degradação de nucleotídeos
A maioria dos alimentos, sendo de origem celular, contém ácidos nucleicos (DNA e RNA). Esses ácidos da dieta podem ser degradados em produtos residuais e excretados ou podem ser recuperados como componentes de nucleotídeos. Esses compostos iônicos, são hidrolisados a nucleosídeos por uma variedade de enzimas, chamadas de nucleotidases e fosfatases, para que possam passar pela membrana e entrarem nas células.
Os nucleosídeos de purina e pirimidina podem ser diretamente absorvidos pela mucosa intestinal ou sofrer ainda mais degradação até tornarem-se bases livres e ribose ou ribose-1-fosfato pela ação de enzimas chamadas de nucleosidases e nucleosídeo-fosforilases.

### Catabolismo de pirimidinas
As células animais degradam os nucleotídeos de pirimidina em suas bases componentes por meio reações de desfosforilação, desaminação e clivagens de ligações glicosídicas. 
A citosina e a uracila são convertidas em beta-alanina e depois em malonil-CoA. A timina, por outro lado, é convertida em ácido β-aminoisobutírico que é então usado para formar metilmalonil-CoA.  Os esqueletos de carbono restantes, como acetil-CoA e Succinil-CoA, podem ser oxidados pelo ciclo do ácido cítrico. 
Os produtos da degradação de pirimidinas usualmente são β-aminoácidos, dióxido de carbono (CO2) e amônia, que pode ser utilizada no ciclo da ureia. 

### Catabolismo de purinas
Em animais, as principais rotas de degradação de nucleotídeos e desoxinucleotídeos de purinas, ocorrem principalmente no fígado, requisitando uma variedade de enzimas que envolvem a produção de diferentes intermediários, porém todas as vias culminam na formação de ácido úrico.
O primeiro passo da degradação dos nucleotídeos de purina é a perda de seu fosfato pela ação da enzima 5'-nucleotidase. A adenosina, é primeiro metabolizada em inosina pela enzima adenosina desaminase e então a metabolizada em hipoxantina pela enzima purina-nucleosídeo-fosforilase (PNP). A hipoxantina é então oxidada para formar xantina e depois ácido úrico através da ação da xantina oxidase. A guanosina, é clivada para formar guanina, pela ação da PNP, e então é desaminada, via guanina desaminase, para formar xantina que é convertida em ácido úrico pela xantina oxidase.